# دوان يو
دوان يو (بالصينية: 段举) (3 أكتوبر 1963 في الصين - ) هو لاعب كرة قدم صيني في مركز الوسط، شارك في دورة الألعاب الآسيوية 1986. وشارك مع منتخب الصين لكرة القدم.

## وصلات خارجية
- دوان يو على موقع ناشيونال فوتبول تيمز (الإنجليزية)
- دوان يو على موقع أوليمبيديا (الإنجليزية)